# Farums historie
Bynavnet Farum betyder "stedet ved passagen", idet det på oldnordisk består af "far" = "passage" ~ "vejspor" / "overgangssted" / "overfartssted" og "rum" = "hjem" ~ "gårdsplads" / "sted" / "tomt". Byens beliggenhed på et sted, hvor man skal passere naturlige forhindringer i form af de store søer Farum Sø og Furesø samt Mølleåen, som forbinder dem, har sikret Farum en plads i Danmarks historie.

## Oldtid
Fra arkæologiske fund vides, at området i og omkring det nuværende Farum har været beboet i flere tusinde år, måske startende som en fiskeboplads, der udnyttede vandvejen i det dengang vandrige Mølleå-system. Fundene tyder på, at den oprindelige beboelse i stenalderen lå ved den vestlige ende af Farum sø. Her menes der at have været et vadested eller en overfart over Mølleåen, som en del af en vigtig oldtidsvej, der gik vest om søen, og som forbandt Nordsjælland med resten af Sjælland – og måske senere endda Sverige med Europa. Vejen kendes som kong Valdemarsvej eller kong Volmers vej, altså knyttet til Valdemar 4. Atterdag. Vejens nærmere forløb er ikke kendt, men der er imponerende spor af hulveje på den sydlige side af Mølleåen (i Ryget i Værløse Kommune) og delvis også i skovområderne nord for Farum. Langs det formodede vejforløb findes 10 gravhøje næsten på række, og det er kendt fra andre egne af Danmark, at gravhøjene ligger tæt ved oldtidsvejene. 
At der har været et overgangssted netop her, hvor passagen af Mølleå-dalen er ret bred, menes begrundet i, at området dengang havde lavere vandstand end nu. 
Fra bronzealderen findes bopladser lidt længere mod nord – men stadig ved Valdemarsvejen – i overensstemmelse med, at man i slutningen af stenalderen begyndte at rydde moræneflader til landbrug.
Senest omkring vikingetiden menes byen at være flyttet mod øst til området omkring den nuværende Farumgård og den nærliggende Farum Kirke, idet de strategiske forhold især i de urolige 1100-år tilsagde en placering ved næsset midt for Farum sø frem for ved et vadested. 
Arkæologiske fund taler i øvrigt for, at landsbyen Stavnsholt, hvis navn tyder på nybyggeri, har haft en lignende udvikling, således at dennes oprindelige beliggenhed har været ved Fiskebæk, dvs. ved overgangen mellem de to søer. Der er så af samme grunde sket en senere flytning mod øst til den nuværende placering længere henne langs bredden af Furesø.

## Fra vikingetid til reformationen
Omkring år 1100 har befolkningen haft en sådan størrelse, at Farum Kirke kunne opføres som stenkirke, og landsbyen Farum må i tidlig middelalder have ligget i kirkens nærhed. 
Omkring år 1300 opførtes en mølledæmning ved Fiskebæk, og denne har formentlig efterhånden hævet vandstanden ved Valdemarsvejen så meget, at den gamle overgang mod vest er forsvundet. Hermed forsvinder også Valdemar Atterdag ud af Farums historie, men hans navn er knyttet til Klavs Nars Holm i Farum sø, og hans datter Margrete 1.s navn til stednavnene Dronningholm, Grettesholm og Gretteshøj ved vestenden af Farum Sø. De har nok været de sidste kongelige, som har kunnet benytte den gamle vej.
Derefter får overgangen ved Fiskebæk en afgørende betydning som vejen mellem Roskilde og kongeborgene Søborg og Gurre længere mod nord. Yderligere centraliseres landets administration i København fra omkring år 1400 og fremefter, hvorved Fiskebæk får betydning som en del af landevejen mellem København og Hillerød.
Farum sogn hører på dette tidspunkt under biskoppen i Roskilde, der har indtægterne fra sognets gårde. 
Navnet Farum nævnes første gang skriftligt i roskildebispens ’’jordebog’’ fra omkring år 1370 sammen med landsbyerne Bregnerød, Stavnsholt og Bodelstorp. Den sidstnævnte landsby, der lå tæt ved den nuværende landevej mellem Farum og Lynge i et skovområde, der nu hedder Lillevang, blev nedlagt i slutningen af 1600-tallet. Jordebogen bortførtes af svenskerne under besættelsen omkring midten af 1600-tallet og opbevares nu i Uppsala i Sverige.
Bispen lod Farumgård opføre som hovedgård, omend det var en mindre betydende af slagsen.

## Efter reformationen
Reformationen medførte, at området blev lagt direkte under kronen. 
Området blev hårdt ramt af hærgen under svenskekrigene i 1600-tallet, der medførte, at Bregnerød og Bodelstorp var næsten affolket, og kun den førstnævnte blev genopført efter år 1700. 
Under enevælden helt frem til midten af det 19. århundrede benyttedes Farumgård som belønning til forskellige embedsmænd i mere sekundære stillinger. 
21 gårde i Farum landsby blev gjort til arvefæstegårde på kongens fødselsdag i 1766. De hurtigt følgende landboreformers udskiftning af jordene genkendes tydeligt i Farums nuværende, stjerneformede vejnet, og der begyndte en økonomisk fremgangsperiode baseret på intens dyrkning af den frugtbare agerjord. I 1801 omfattede Farum sogn 125 husstande med godt 600 mennesker.
I år 1800 overførtes Farum til Frederiksborg Amt, efter hidtil administrativt – og kulturelt – at have hørt til København rytterdistrikt.

## Byudviklingstiden fra ca. 1850
100 år senere, i 1901, var befolkningstallet vokset til 1.206 som udtryk for, at udviklingen tog fart omkring midten af 1800-tallet. Farum var stadig et landsogn, men øvede tiltrækning på Københavns middelklasse som et ”grønt område”. Der etableredes bådfart, hotel, busrute og til sidst – i 1906 – en jernbaneforbindelse i form af Slangerupbanen mellem København (Nørrebro Station) og Slangerup. 
Udviklingens næste skridt var etablering af bank, telefon, elektricitet, realskole mv. Byens udbygning skete stadig i retning mod øst, hvor stationen var placeret, således at den nu dækkede området langs ”bygaden” fra Farum kirke til stationen. 
Frem til slutningen af 1950'erne voksede befolkningstallet til ca. 4.000.
Samfundets drivende kræfter var stadig gårdejerne, omend antallet af beskæftigede i landbruget var faldende. Den intensive landbrugsdrift skiftede i vid udstrækning over til gartneri i denne periode, hvor der i Farum var registreret omkring 20 selvstændige gartnerier.

## Stationsby og forstad
Mellem 1960 og 1970 fordobledes befolkningstallet og nåede nu op på ca. 10.000 indbyggere. Denne udvikling var drevet af Københavns udbygning, der gjorde Farum til et egnet sted at bo, selvom man arbejdede i byen.
Der etableredes et industrikvarter nord for byen, og der byggedes boliger og institutioner i stor udstrækning. 
Til betjening af Københavns nordlige opland påbegyndtes i 1969 en motorvejsforbindelse fra København til Farum, hvori indgik brobygning over Fiskebæk, Fiskebækbroen. Utilstrækkelig fundering bevirkede, at den ene bro inden motorvejens åbning styrtede sammen i 1972, hvorfor motorvejens ibrugtagning blev udskudt et par år.
De markante boligblokke Farum Midtpunkt (i daglig tale ofte omtalt som "Rustenborg" på grund af bygningernes udvendige beklædning med rustanløbne jernplader) stod færdige i 1975, og gav alene en tilvækst på 1.200 husstande og 5.000 mennesker. De fleste af de nye borgere arbejdede i københavnsområdet og oprettede i utilfredshed med den offentlige trafikbetjening en privat busrute fra Farum til København. Denne blev dog standset af DSB via en højesteretsdom. Til gengæld var den nok medvirkende til, at S-togsnettet i 1977 blev udvidet med en ny linje med Farum som endestation.
Til styrkelse af den lokale handel blev i butikscentret Akacietorvet og Farum Bytorv åbnet i 1977.
Ved indgangen til 1980 havde Farum nået ca. 16.500 indbyggere og begyndte at stabilisere sig befolkningsmæssigt. En ret stor andel af indvandrere og flygtninge fik også bopæl i Farum, så ca. 10% af befolkningen var af udenlandsk herkomst eller anden generation af indvandrere. 
Byen strakte sig nu så langt mod øst, at sammenbygningen med Stavnsholt var ved at være en realitet. 
Byen havde til gengæld økonomiske problemer i starten af 1980'erne og blev sat under administration af Indenrigsministeriet.

## Nyeste tid
Borgmesterposten tilfaldt i 1985 Peter Brixtofte, der blev valgt på et program om økonomisk genopretning og årlige skattenedsættelser, hvilket skulle opnås ved en kombination af effektivisering, nedskæring af den kommunale administration, nedbringelse af ledigheden samt udlicitering af opgaver, som hidtil har været varetaget af kommunen..
Disse initiativer blev i almindelighed opfattet som en succes – ikke kun blandt flertallet af Farums borgere. Økonomien blev genoprettet, og der iværksattes både projekter til byforskønnelse (torve og pladser) og til trafikforbedringer. En stor indsats blev rettet mod at integrere indvandrere på arbejdsmarkedet, og Farum blev et forbillede på dette punkt.
Farum Midtpunkt byggeriet blev renoveret, der blev opført nyt rådhus, og i 1992 indviedes kulturhuset. 
Fremgangen blev også bemærket uden for landets grænser, og Farum fik i 1993 Carl Bertelsmann prisen som en af de 10 bedste kommuner i verden og indgik senere i et netværk med de øvrige 9 kommuner.
Ved kommunalvalget i 1993 besatte venstre 10 af de 15 pladser i byrådet, og Peter Brixtofte, der i 1992 havde haft orlov i en kortere periode for at virke som skatte- og afgiftsminister, genvalgtes som borgmester. Hans tendens til at "bøje reglerne" i relation til bl.a. tilsynsrådet for kommunen medførte en del sager og offentlig omtale. 
I anden halvdel af 1990'erne udvikledes den såkaldte Farum-model, som var en salgs- og lejeaftale (sale and lease-back), der indebar, at kommunale bygninger og anlæg blev solgt til finansielle institutioner, som derefter udlejede dem til kommunen i en længere årrække. Ved lejeperiodens udløb har kommunen ret til overtage dem igen for 10% af købesummen.
Disse aftaler indbragte på kort sigt kommunekassen ganske betragtelige beløb, som man investerede, først og fremmest i sportsanlæg. Omkring århundredskiftet rejste der sig derfor en række imponerende anlæg: Farum Park, Farum Arena, tennishal, marina ved Furesøbad etc.
En del af pengene kom direkte borgerne til gode, idet byens pensionister fik ret til en gratis ferierejse til det sydlige udland, alle skolebørn fik tildelt en pc, der byggedes ældreboliger og blev givet pladsgaranti i børneinstitutionerne etc. Alt sammen meget udgiftskrævende foranstaltninger, der – som det viste sig – medførte årlige kommunale driftsunderskud, der oversteg kommunens indtægter.
Borgmesteren var også formand for Farum Boldklub A/S (det senere FC Nordsjælland A/S), hvilket viste sig at være katastrofalt, da det konstateredes, at han i strid med reglerne havde ladet kommunen betale for udgifter, som rettelig skulle afholdes af det private selskab. Det drejede sig f.eks. om kommunens aflønning af ansatte, der reelt arbejdede for boldklubben, og om udgifter til udlandsrejser for sponsorer af klubben.
En særlig metode var at lade kommunens leverandører og entrepenører opkræve en overpris for varer og tjenester til kommunen mod at indbetale det for meget opkrævede som sponsorbidrag til boldklubben.
For danske kommuner var der indført lovgivning til forhindring af overophedning af økonomien, ifølge hvilken en kommune skulle deponere et beløb, der svarede til byggesummen for kommunens nybyggerier. Borgmesteren hævdede imidlertid, at Farum-modellen betød, at kommunen ikke var bygherre, og derfor ikke skulle deponere i henhold til disse regler. Deponeringskravet udgjorde over 600 mill. kr., og var derfor ganske væsentligt for kommunens økonomisk stilling.
Borgmesteren, der var stadig mere trængt af den dårlige økonomi, greb til at optage lån uden den forhåndsgodkendelse fra kommunalbestyrelsen, som kræves i henhold til lov om kommunernes styrelse. 
Samtidig henlagde han i stigende grad møder til restauranter i og udenfor kommunen, hvorved opstod et misbrug af repræsentationskontoen til dyre middage og rødvin, som ikke altid havde kommunalt formål, og for hvilke han attesterede regningerne uden at anføre den krævede specifikation af mødedeltagere mv. I en del tilfælde var der tale om direkte vildledning, når særligt store repræsentationsbeløb blev omregnet til et antal deltagere i "dagmøder", som ikke var afholdt.
Disse forhold var ikke kendt af offentligheden ved kommunalvalget i 2001, hvor Peter Brixtofte genvalgtes og igen fik absolut majoritet i byrådet.
I februar 2002 brød den såkaldte Brixtofte-sag imidlertid ud i de danske medier, og borgmesteren trådte tilbage umiddelbart inden, han ville være blevet suspenderet for embedsmisbrug. Kommunen blev sat under administration af Indenrigsministeriet og der udarbejdedes en genopretningsplan, som fra 2003 betød voldsomme skatteforhøjelser og nedskæringer på det kommunale budget og ydelserne til borgerne. Peter Brixtofte og Leif Frimand Jensen idømtes efterfølgende hver to års ubetinget fængsel for groft mandatsvig og embedsmisbrug samt yderligere 2 års fængsel i forbindelse med sponsorsagen (der dog blev gjort betinget for Leif Frimand Jensen). Begge sager var først endeligt afsluttet i 2007.
I 2005 besluttedes det, at Farum og Værløse kommuner skulle slås sammen til Furesø Kommune i forbindelse med den kommunale strukturreform.
Fra 2005 og fremefter opførtes en ny bydel i nordvest på Farum Kasernes tidligere areal. Byggeriet, der har navnet Garnisonsparken, omfatter 220 boliger (ejerlejligheder). Det opførtes i etaper, hvor første etape påbegyndtes juli 2005 med 73 lejligheder, der kunne tages i brug september 2006. Helhedsplanen for kaserneområdet giver mulighed for at bygge i alt 1.200 boliger, fortrinsvis tæt-lavt byggeri.